# Silkesrödhätting
Silkesrödhätting (Entoloma sericeum) är en svampart. Silkesrödhätting ingår i släktet Entoloma och familjen Entolomataceae.  Arten är reproducerande i Sverige.

## Underarter
Arten delas in i följande underarter:
- cinereo-opacum
- sericeum